# サッカーアルバニア女子代表
サッカーアルバニア女子代表（アルバニア語: Kombëtarja e Femrave, 英語: Albania women's national football team）は、アルバニアサッカー連盟(アルバニア語: Federata Shqiptare e Futbollit, 略称：FSHF)によって編成されるアルバニアの女子サッカーナショナルチームである。欧州サッカー連盟(UEFA)に所属している。2011年5月に初めて代表が結成され、国際試合（マケドニア戦）を行った。
女子ワールドカップ、オリンピックともに出場はない。

## ワールドカップの成績
代表結成以降の成績を記す。
- 2011 - 不参加

## オリンピックの成績
代表結成以降の成績を記す。
- 2012 - 不参加

## UEFA欧州女子選手権の成績
代表結成以降の成績を記す。
- 2013 - 不参加

## FIFAランキング
- 最新順位 - 73位(2024年8月)
- 初登場 - 60位(2013年6月)
- 最高順位 - 59位(2013年12月)
- 最低順位 - 81位(2015年12月)

出典: FIFA Women's Ranking